# Syzygium dupontii
Syzygium dupontii là một loài thực vật có hoa trong Họ Đào kim nương. Loài này được (Baker) Govaerts mô tả khoa học đầu tiên năm 2008.